# Swjatoslaw Mstislawitsch
Swjatoslaw Mstislawitsch  (russisch Святослав Мстиславич; † 1232/1239) war Fürst von Nowgorod und Smolensk.

## Leben
Er war ein Sohn von Fürst Mstislaw von Smolensk, der von 1212 bis 1223 Großfürst von Kiew war.
Swjatoslaw wurde 1218 Fürst von Nowgorod und bereits ein Jahr später von seinem Vater wieder abgesetzt und durch seinen Bruder Wseslaw ersetzt. Nach der Eroberung von Polozk durch die Fürsten von Smolensk im Jahre 1222 könnte er Fürst von Polozk geworden sein, historische Nachrichten darüber gibt es aber nicht. Im Jahr 1232 eroberte Swjatoslaw den Fürstenthron in Smolensk mit Hilfe Polozker Truppen.
Danach wurde er nicht mehr erwähnt. Spätestens während der Eroberung des Smolensker Gebietes durch Tataren im Jahr 1238 starb er wahrscheinlich. Sein Bruder Wseslaw folgte ihm dort als Fürst.